# Partecipanti al Trofeo Laigueglia 2023
Elenco dei partecipanti al Trofeo Laigueglia 2023.
Il Trofeo Laigueglia 2023 è stato la sessantesima edizione della corsa. Alla competizione presero parte venti squadre: nove iscritte all'UCI World Tour 2023, otto dell'UCI ProTeam, sei UCI Continental Team e cinque UCI Continental Team.
Partenza con 135 ciclisti accreditati.

## Corridori per squadra
Nota: R ritirato, NP non partito, FT fuori tempo, SQ squalificato
| UAE Team Emirates                 | UAE Team Emirates                 | UAE Team Emirates                 | Intermarché-Circus-Wanty           | Intermarché-Circus-Wanty           | Intermarché-Circus-Wanty           | Ineos Grenadiers        | Ineos Grenadiers        | Ineos Grenadiers        |
| --------------------------------- | --------------------------------- | --------------------------------- | ---------------------------------- | ---------------------------------- | ---------------------------------- | ----------------------- | ----------------------- | ----------------------- |
| N°                                | Ciclista                          | Clas.                             | N°                                 | Ciclista                           | Clas.                              | N°                      | Ciclista                | Clas.                   |
| 1                                 | Alessandro Covi                   | 3°                                | 11                                 | Francesco Busatto                  | R                                  | 21                      | Leo Hayter              | R                       |
| 2                                 | Ivo Oliveira                      | R                                 | 12                                 | Lilian Calmejane                   | 11°                                | 22                      | Kim Heiduk              | R                       |
| 3                                 | Sjoerd Bax                        | R                                 | 13                                 | Rui Costa                          | R                                  | 23                      | Michael Leonard         | R                       |
| 4                                 | George Bennett                    | R                                 | 14                                 | Biniam Girmay                      | R                                  | 24                      | Brandon Rivera          | R                       |
| 5                                 | Ryan Gibbons                      | 21°                               | 15                                 | Laurens Huys                       | R                                  | 25                      | Carlos Rodríguez        | 15°                     |
| 6                                 | Diego Ulissi                      | 9°                                | 16                                 | Lorenzo Rota                       | 4°                                 |                         |                         |                         |
| 7                                 | Michael Vink                      | R                                 | 17                                 | Georg Zimmermann                   | 10°                                |                         |                         |                         |
| Cofidis                           | Cofidis                           | Cofidis                           | Trek-Segafredo                     | Trek-Segafredo                     | Trek-Segafredo                     | Groupama-FDJ            | Groupama-FDJ            | Groupama-FDJ            |
| N°                                | Ciclista                          | Clas.                             | N°                                 | Ciclista                           | Clas.                              | N°                      | Ciclista                | Clas.                   |
| 31                                | Simone Consonni                   | R                                 | 41                                 | Dario Cataldo                      | R                                  | 51                      | Lorenzo Germani         | 12°                     |
| 32                                | Alexandre Delettre                | R                                 | 42                                 | Giulio Ciccone                     | R                                  | 52                      | Romain Grégoire         | 6°                      |
| 33                                | Eddy Finé                         | R                                 | 43                                 | Amanuel Gebreigzabhier             | R                                  | 53                      | Matthieu Ladagnous      | R                       |
| 34                                | Victor Lafay                      | 16°                               | 44                                 | Markus Hoelgaard                   | R                                  | 54                      | Lenny Martinez          | 35°                     |
| 35                                | Axel Mariault                     | R                                 | 45                                 | Bauke Mollema                      | R                                  | 55                      | Rudy Molard             | 18°                     |
| 36                                | Rémy Rochas                       | R                                 | 46                                 | Natnael Tesfatsion                 | R                                  | 56                      | Enzo Paleni             | R                       |
| 37                                | Harrison Wood                     | 28°                               |                                    |                                    |                                    | 57                      | Thibaut Pinot           | R                       |
| AG2R Citroën Team                 | AG2R Citroën Team                 | AG2R Citroën Team                 | EF Education-EasyPost              | EF Education-EasyPost              | EF Education-EasyPost              | Team Arkéa-Samsic       | Team Arkéa-Samsic       | Team Arkéa-Samsic       |
| N°                                | Ciclista                          | Clas.                             | N°                                 | Ciclista                           | Clas.                              | N°                      | Ciclista                | Clas.                   |
| 61                                | Alex Baudin                       | 19°                               | 71                                 | Alberto Bettiol                    | R                                  | 81                      | Clément Champoussin     | 5°                      |
| 62                                | Benoît Cosnefroy                  | 8°                                | 72                                 | Jonathan Caicedo                   | R                                  | 82                      | Louis Barré             | R                       |
| 63                                | Jaakko Hänninen                   | R                                 | 73                                 | Alexander Cepeda                   | 7°                                 | 83                      | Ewen Costiou            | 14°                     |
| 64                                | Valentin Paret-Peintre            | R                                 | 74                                 | Odd Christian Eiking               | 25°                                | 84                      | Élie Gesbert            | R                       |
| 65                                | Nans Peters                       | 1°                                | 75                                 | Merhawi Kudus                      | 29°                                | 86                      | Laurent Pichon          | R                       |
| 66                                | Andrea Vendrame                   | 2°                                | 76                                 | Mark Padun                         | R                                  | 87                      | Alessandro Verre        | R                       |
| 67                                | Clément Venturini                 | 31°                               | 77                                 | Andrea Piccolo                     | 13°                                |                         |                         |                         |
| Green Project-BardianiCSF-Faizanè | Green Project-BardianiCSF-Faizanè | Green Project-BardianiCSF-Faizanè | Bingoal WB                         | Bingoal WB                         | Bingoal WB                         | Corratec Selle Italia   | Corratec Selle Italia   | Corratec Selle Italia   |
| N°                                | Ciclista                          | Clas.                             | N°                                 | Ciclista                           | Clas.                              | N°                      | Ciclista                | Clas.                   |
| 91                                | Luca Covili                       | 22°                               | 101                                | Floris De Tier                     | R                                  | 111                     | Valerio Conti           | R                       |
| 93                                | Alessio Martinelli                | R                                 | 102                                | Rémy Mertz                         | R                                  | 112                     | Davide Baldaccini       | R                       |
| 94                                | Henok Mulubrhan                   | R                                 | 103                                | Dimitri Peyskens                   | R                                  | 113                     | Stefano Gandin          | R                       |
| 95                                | Giulio Pellizzari                 | 34°                               | 104                                | Lennert Teugels                    | 27°                                | 114                     | Marco Murgano           | R                       |
| 96                                | Alessandro Pinarello              | 32°                               | 105                                | Marco Tizza                        | 23°                                | 115                     | Jan Stöckli             | R                       |
| 97                                | Alessandro Santaromita            | R                                 | 106                                | Luca Van Boven                     | R                                  | 116                     | Veljko Stojnić          | R                       |
|                                   |                                   |                                   | 107                                | Aaron Van der Beken                | R                                  | 117                     | Nicolás Tivani          | 33°                     |
| Eolo-Kometa Cycling Team          | Eolo-Kometa Cycling Team          | Eolo-Kometa Cycling Team          | Lotto Dstny                        | Lotto Dstny                        | Lotto Dstny                        | Team Novo Nordisk       | Team Novo Nordisk       | Team Novo Nordisk       |
| N°                                | Ciclista                          | Clas.                             | N°                                 | Ciclista                           | Clas.                              | N°                      | Ciclista                | Clas.                   |
| 121                               | Lorenzo Fortunato                 | 26°                               | 131                                | Johannes Adamietz                  | R                                  | 141                     | Hamish Beadle           | R                       |
| 122                               | Davide Bais                       | R                                 | 132                                | Ramses Debruyne                    | 24°                                | 142                     | Joonas Henttala         | R                       |
| 123                               | Alessandro Fancellu               | R                                 | 133                                | Arjen Livyns                       | R                                  | 143                     | Declan Irvine           | R                       |
| 124                               | Andrea Garosio                    | R                                 | 134                                | Sylvain Moniquet                   | 17°                                | 144                     | Matyáš Kopecký          | R                       |
| 125                               | Francesco Gavazzi                 | 20°                               | 135                                | Mathijs Paasschens                 | R                                  | 145                     | Andrea Peron            | R                       |
| 126                               | Davide Piganzoli                  | R                                 | 136                                | Lennert Van Eetvelt                | NP                                 | 146                     | Umberto Poli            | R                       |
| 127                               | Simone Raccani                    | R                                 | 137                                | Maxim Van Gils                     | R                                  | 147                     | Filippo Ridolfo         | R                       |
| Team Technipes #inEmiliaRomagna   | Team Technipes #inEmiliaRomagna   | Team Technipes #inEmiliaRomagna   | General Store-Essegibi-F.lli Curia | General Store-Essegibi-F.lli Curia | General Store-Essegibi-F.lli Curia | Team Colpack Ballan CSB | Team Colpack Ballan CSB | Team Colpack Ballan CSB |
| N°                                | Ciclista                          | Clas.                             | N°                                 | Ciclista                           | Clas.                              | N°                      | Ciclista                | Clas.                   |
| 151                               | Emanuele Ansaloni                 | R                                 | 161                                | Michele Berasi                     | R                                  | 171                     | Luca Cretti             | R                       |
| 152                               | Davide Dapporto                   | R                                 | 162                                | Tommaso Bergagna                   | R                                  | 172                     | Diego Bracalente        | R                       |
| 153                               | Romaric Forques                   | R                                 | 163                                | Gianmarco Carpene                  | R                                  | 173                     | Florian Kajamini        | R                       |
| 154                               | Andrea Innocenti                  | R                                 | 164                                | Samuele Carpene                    | R                                  | 174                     | Sergio Meris            | R                       |
| 155                               | Alessandro Monaco                 | R                                 | 165                                | Carlo Favretto                     | R                                  | 175                     | Nicolas Milesi          | R                       |
| 156                               | Martin Nessler                    | R                                 | 166                                | Kevin Pezzo Rosola                 | R                                  | 176                     | Pavel Novák             | R                       |
| 157                               | Gabriele Petrelli                 | R                                 | 167                                | Diego Ressi                        | R                                  | 177                     | Ronan O'Connor          | R                       |
| Biesse-Carrera                    | Biesse-Carrera                    | Biesse-Carrera                    | Beltrami TSA Tre Colli             | Beltrami TSA Tre Colli             | Beltrami TSA Tre Colli             |                         |                         |                         |
| N°                                | Ciclista                          | Clas.                             | N°                                 | Ciclista                           | Clas.                              |                         |                         |                         |
| 181                               | Michael Belleri                   | R                                 | 191                                | Andrea Biancalani                  | NP                                 |                         |                         |                         |
| 182                               | Pier Elis Belletta                | R                                 | 192                                | Matteo Freddi                      | R                                  |                         |                         |                         |
| 183                               | Riccardo Ciuccarelli              | R                                 | 193                                | Thomas Pesenti                     | R                                  |                         |                         |                         |
| 184                               | Anders Foldager                   | 30°                               | 194                                | Lucio Pierantozzi                  | R                                  |                         |                         |                         |
| 185                               | Francesco Galimberti              | R                                 | 195                                | Andrea Piras                       | R                                  |                         |                         |                         |
| 186                               | Lorenzo Galimberti                | R                                 | 196                                | Alex Raimondi                      | R                                  |                         |                         |                         |
| 187                               | Giacomo Villa                     | R                                 | 197                                | Michael Vanni                      | R                                  |                         |                         |                         |